# Episodi de Le avventure di Jimmy Neutron
Elenco degli episodi della serie televisiva animata Le avventure di Jimmy Neutron.
La prima stagione, composta da 19 episodi, è stata trasmessa negli Stati Uniti su Nickelodeon dal 20 luglio 2002 al 5 settembre 2003. La seconda stagione, composta da 17 episodi, è stata trasmessa dal 19 settembre 2003 al 9 luglio 2004. La terza stagione, composta da 19 episodi, è stata trasmessa dall'11 novembre 2004 al 25 novembre 2006.
In Italia la prima stagione è stata trasmessa da Italia 1 dal 23 ottobre 2004.

## Stagione 1
| n°  | Titolo originale                | Titolo italiano                    | Prima TV USA | Prima TV Italia |
| --- | ------------------------------- | ---------------------------------- | ------------ | --------------- |
| 1   | When Pants Attack               | L'invasione dei pantaloni          |              | 23 ottobre 2004 |
| 2a  | Normal Boy                      | Voglia di normalità                |              |                 |
| 2b  | Birth of a Salesman             | Nascita di un commesso viaggiatore |              |                 |
| 3a  | Brobot                          | Frabot                             |              |                 |
| 3b  | The Big Pinch                   | L'arrivo di Edison                 |              |                 |
| 4a  | Granny Baby                     | Nonna bambina                      |              |                 |
| 4b  | Time is Money                   | Il tempo è denaro                  |              |                 |
| 5a  | Raise the Oozy Scab             | Alla ricerca del tesoro sommerso   |              |                 |
| 5b  | I Dream of Jimmy                | L'incubo di Carl                   |              |                 |
| 6a  | Jimmy on Ice                    | Avventura tra i ghiacci            |              |                 |
| 6b  | Battle of the Band              | Il concorso                        |              |                 |
| 7a  | See Jimmy Run                   | La folle corsa di Jimmy            |              |                 |
| 7b  | Trading Faces                   | Lo scambio di cervelli             |              |                 |
| 8a  | The Phantom of Retroland        | Il fantasma di Retroland           |              |                 |
| 8b  | My Son, the Hamster             | Jimmy il criceto                   |              |                 |
| 9a  | Hall Monster                    | Sorvegliante zelante               |              |                 |
| 9b  | Hypno Birthday to You           | Compleanno ipnotico                |              |                 |
| 10a | Krunch Time                     | Sapore e dolore                    |              |                 |
| 10b | Substitute Creature             | Supercrescita vegetale             |              |                 |
| 11a | Safety First                    | Aggressivi difensori               |              |                 |
| 11b | Crime Sheen Investigation       | Furto al parco                     |              |                 |
| 12a | Journey to the Center of Carl   | Viaggio al centro di Carl          |              |                 |
| 12b | Aaughh!! Wilderness!!           | Una giornata in mezzo alla natura  |              |                 |
| 13a | Party at Neutron's              | Festa dai Neutron                  |              |                 |
| 13b | Ultra Sheen                     | Ultra Sheen                        |              |                 |
| 14a | Broadcast Blues                 | Programmi educativi                |              |                 |
| 14b | Professor Calamitous, I Presume | Il professor Calamitous            |              |                 |
| 15  | The Eggpire Strikes Back        | L'uovo gigante                     |              |                 |
| 16a | Maximum Hugh                    | Super papà                         |              |                 |
| 16b | Sleepless in Retroville         | Insonnia a Retroville              |              |                 |
| 17  | Make Room for Daddy-O           | Il papà giusto                     |              |                 |
| 18  | A Beautiful Mine                | Rubini spaziali                    |              |                 |
| 19  | Sorry, Wrong Era                | Tuffo nel passato                  |              |                 |

## Stagione 2
| nº  | Titolo originale             | Titolo italiano                     | Prima TV USA | Prima TV Italia |
| --- | ---------------------------- | ----------------------------------- | ------------ | --------------- |
| 1   | Beach Party Mummy            | Avventura fra le dune               |              |                 |
| 2a  | The Retroville 9             | Le meteore del baseball             |              |                 |
| 2b  | Grumpy Young Men             | Giovani in tarda età                |              |                 |
| 3   | Operation: Rescue Jet Fusion | Giovani spie                        |              |                 |
| 4   | Nightmare in Retroville      | I mostri di Halloween               |              |                 |
| 5a  | Monster Hunt                 | Caccia al mostro                    |              |                 |
| 5b  | Jimmy for President          | Sorpresa elettorale                 |              |                 |
| 6   | Return of the Nanobots       | Il ritorno dei Nanobots             |              |                 |
| 7   | Holly Jolly Jimmy            | Jimmy e il mistero di Babbo Natale  |              |                 |
| 8   | Love Potion #976/J           | Primi amori                         |              |                 |
| 9   | Sheen's Brain                | È nato un genio                     |              |                 |
| 10a | MaternoTron Knows Best       | Di mamma ce n'è una sola            |              |                 |
| 10b | Send in the Clones           | L'entrata dei cloni                 |              |                 |
| 11a | The Great Egg Heist          | Missione uovo di giada              |              |                 |
| 11b | The Feud                     | Guerra tra famiglie                 |              |                 |
| 12  | Out, Darn Spotlight          | Nel vortice dello spettacolo        |              |                 |
| 13  | The Junkman Cometh           | S.O.S. dalla Luna                   |              |                 |
| 14a | Foul Bull                    | Il rodeo                            |              |                 |
| 14b | The Science Fair Affair      | Scienza e coscienza                 |              |                 |
| 15  | Men at Work                  | Tutti al lavoro                     |              |                 |
| 16a | The Mighty Wheezers          | La famiglia Wheezer alla riscossa   |              |                 |
| 16b | Billion Dollar Boy           | Il ragazzo da un milione di dollari |              |                 |
| 17  | Win, Lose and Kaboom!        | Sfide intergalattiche               |              |                 |

## Stagione 3
| nº  | Titolo originale              | Titolo italiano                         | Prima TV USA | Prima TV Italia |
| --- | ----------------------------- | --------------------------------------- | ------------ | --------------- |
| 1   | Attack of the Twonkies        | Piccoli alieni                          |              |                 |
| 2   | The N-Men                     | Il gruppo N                             |              |                 |
| 3   | Lights! Camera! Danger!       | Luci motore                             |              |                 |
| 4   | Fundemonium                   | Addio Retroville                        |              |                 |
| 5   | Stranded                      | Litigi                                  |              |                 |
| 6   | Jimmy Goes to College         | Jimmy va al college                     |              |                 |
| 7   | The Tomorrow Boys             | Salto nel futuro                        |              |                 |
| 8   | The League of Villains        |                                         |              |                 |
| 9a  | Who's Your Mommy?             | Il figlio alieno                        |              |                 |
| 9b  | Clash of the Cousins          | Dissapori in famiglia                   |              |                 |
| 10  | My Big Fat Spy Wedding        |                                         |              |                 |
| 11  | Crouching Jimmy, Hidden Sheen | Il rapimento di Libby                   |              |                 |
| 12  | The Incredible Shrinking Town | Mi si è ristretta la città              |              |                 |
| 13a | One of Us                     | Un mondo di felicità!                   |              |                 |
| 13b | Vanishing Act                 | Lo spettacolo di magia                  |              |                 |
| 14  | The Trouble with Clones       | Pericolo cloni                          |              |                 |
| 15a | The Evil Beneath              | Il mistero del Quadrangolo delle Bahama |              |                 |
| 15b | Carl Wheezer: Boy Genius      | Carl Wheezer il piccolo genio           |              |                 |
| 16a | Who Framed Jimmy Neutron?     | Chi ha incastrato Jimmy Neutron         |              |                 |
| 16b | Flippy                        | Flippy                                  |              |                 |
| 17a | How to Sink a Sub             |                                         |              |                 |
| 17b | Lady Sings the News           |                                         |              |                 |
| 18  | King of Mars                  | Re di marte                             |              |                 |
| 19a | El Magnifico                  |                                         |              |                 |
| 19b | Best in Show                  |                                         |              |                 |